# Österreichisches Olympisches Comité
Das Österreichische Olympische Comité (Abkürzung ÖOC) wurde am 16. März 1908 als Vereinigung der größten österreichischen Sportorganisationen gegründet (unter anderem Schwimmsportausschuss, Sportausschuss für leichte Athletik und Fußball-Verband).

## Geschichte

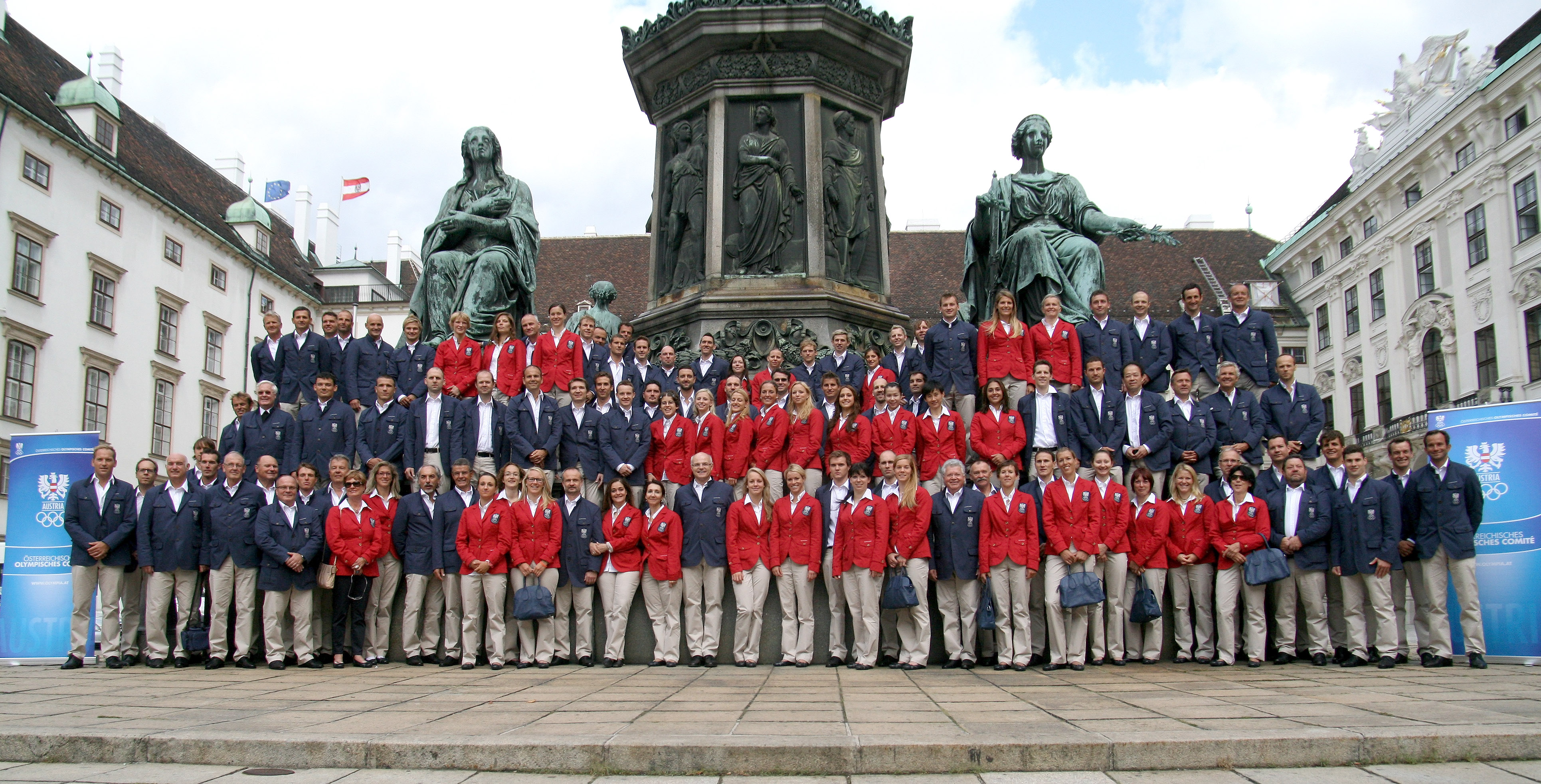
Österreichs Sportler und Betreuer für die Olympischen Sommerspiele 2012 mit ÖOC-Präsident Karl Stoss

Bereits 1896 wurde das „Komitee für die Olympischen Spiele in Athen für Österreich“ unter dem Vorsitz von Graf Wilczek, Graf Lamezan-Salins und Theodor Harmes gegründet. 
Im Jänner 1900 wurde neuerlich ein „Komitee für die Beschickung der Olympischen Spiele in Paris“ gebildet. Mitglieder waren beispielsweise Graf Alexander Thurn und Taxis und Prinz Heinrich Liechtenstein. Da 1904 Österreich in St. Louis in den USA nur durch den Schwimmer Otto Wahle vertreten wurde, wurde kein eigenes Komitee gegründet. Dabei gewann der Auslandsösterreicher Julius Lenhart den gemischten Turner-Zwölfkampf. International wird allerdings Lenhart als US-Amerikaner geführt, obwohl er nie die amerikanische Staatsbürgerschaft besaß.
1905 wurde mit Alexander Prinz zu Solms-Braunfels (1855–1926) als 43. Mitglied erstmals ein Österreicher in das Internationale Olympische Komitee (IOC) aufgenommen. 
Dem vorangegangen war am 25. September 1904 ein Artikel in der Allgemeinen Sport-Zeitung, in dem der Herausgeber Victor Silberer (1846–1924) sein Befremden darüber ausgedrückt hatte, dass im Internationalen Olympischen Comité sowohl Ungarn als auch Böhmen durch Delegierte vertreten waren, Österreich jedoch fehlte. Solms-Braunfels bemühte sich während seiner Amtszeit vehement um die Entfernung Böhmens aus dem IOC. Aus Protest gegen den insbesondere von Präsident Pierre de Coubertin (1863–1937) abgelehnten Ausschluss des tschechischen Vertreters Jiří Guth (1861–1943) legte er im Dezember 1908 seine Funktion nieder. Solms-Braunfels bestimmte den Rechtsanwalt Gustav Magg (1871–1909) als seinen Nachfolger, was vom IOC jedoch nicht bestätigt wurde. 
1909 verstarb Magg, und Österreich hatte somit bis 1911 kein IOC-Mitglied.

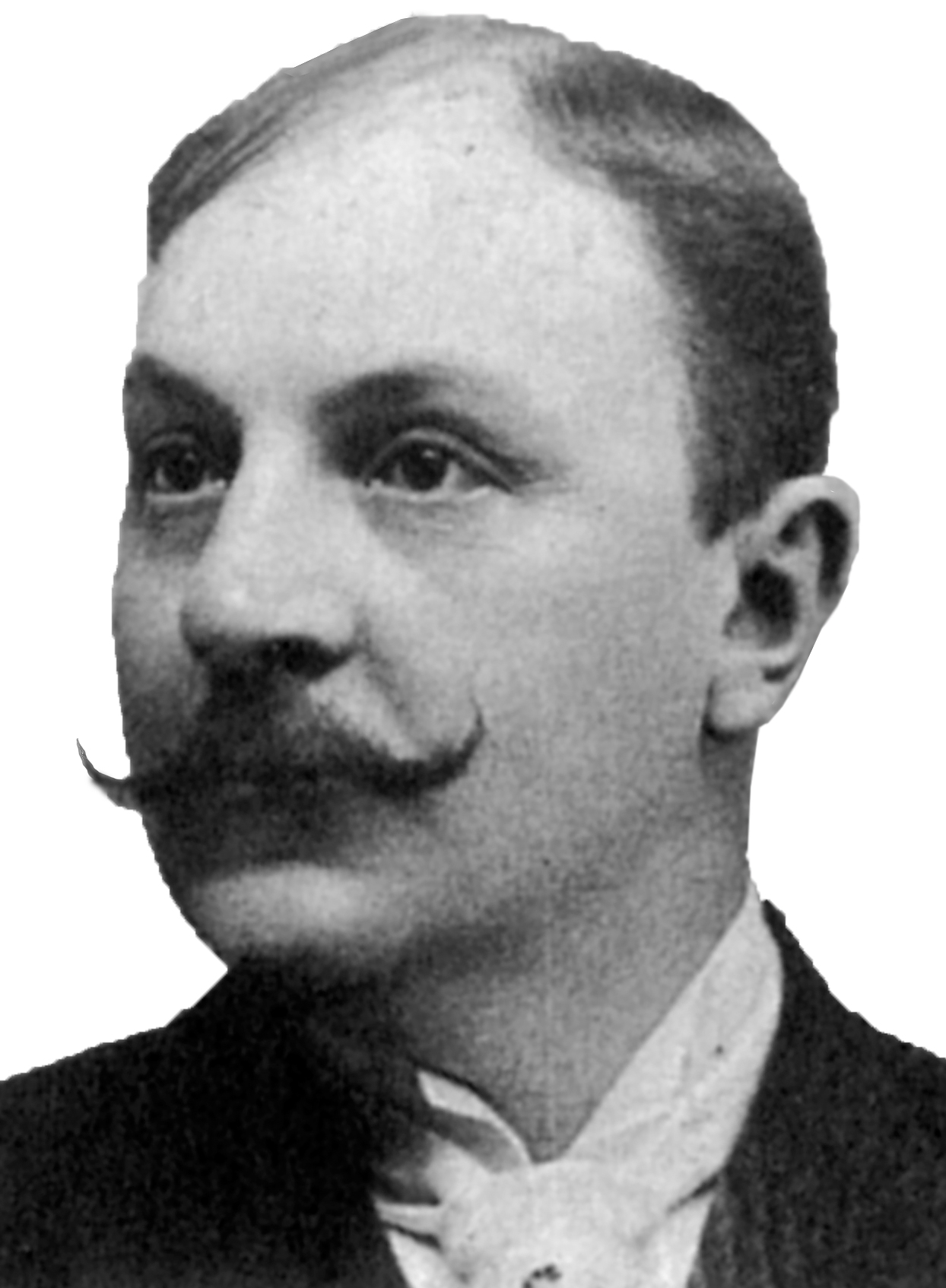
Alexander Prinz zu Solms-Braunfels (Aufnahme um 1893): ab 1905 erstes österreichisches Mitglied im IOC

Zwischen 1909 und 1935 führte der Verein die Namen Zentrales Sportkomitee, Zentraler Verband für gemeinsame Sportinteressen und dann Österreichischer Hauptverband für Körpersport, ehe man am 19. Juni 1935 wieder zum ursprünglichen Namen Österreichisches Olympisches Comité zurückkehrte.
Nach der Auflösung des Vereins im Zuge des Anschlusses an Deutschland erfolgte die Neugründung des Vereins am 11. Dezember 1946, und Österreich durfte nach dem Zweiten Weltkrieg im Gegensatz zu Deutschland bereits an den Olympischen Winterspielen 1948 in St. Moritz teilnehmen.
Wegen des Dopingskandals während der Winterspiele 2006 wurde das ÖOC vom IOK zu einer Geldstrafe von einer Million US-Dollar verurteilt.

## Präsidenten des ÖOC
- Balduin Groller (1908–1912)
- Otto Herschmann (1912–1914)

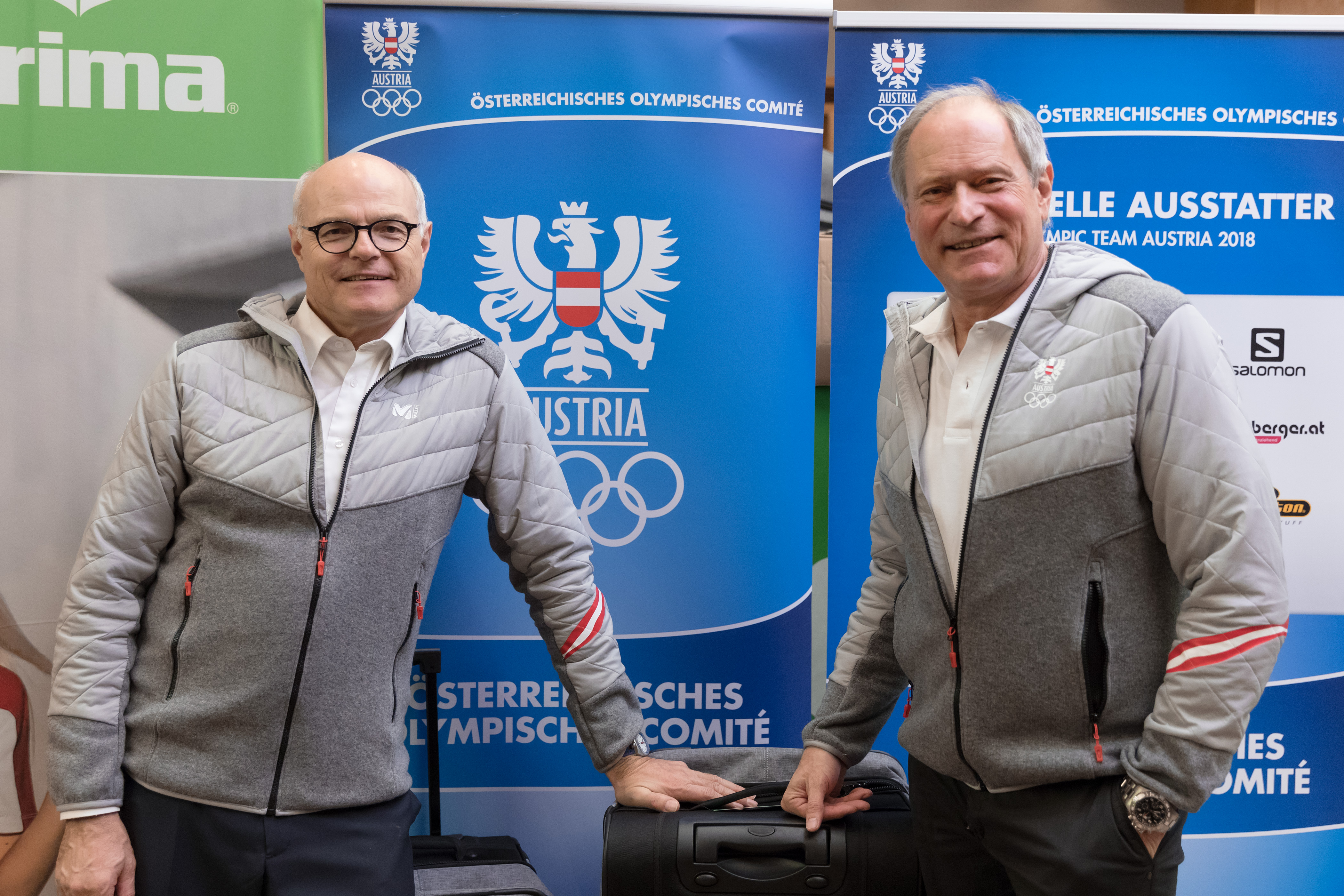
Karl Stoss (l.) und Peter Mennel, Präsident und Geschäftsführer des ÖOC (2018)

- Rudolf Graf Colloredo-Mannsfeld (1914–1919)
- Theodor Schmidt (1929–1938)
- Josef Gerö (1946–1954)
- Heinrich Drimmel (1956–1969)
- Heinz Pruckner (1969–1972)
- Kurt Heller (1973–1990)
- Leo Wallner (1990–2009)
- Karl Stoss (2009–2025)
- Horst Nussbaumer (seit 2025)[1]

## Mitglieder
Folgende Verbände sind Mitglied des ÖOC:
I) Olympische Sportfachverbände
- Österreichischer Badminton Verband
- Österreichischer Baseball- und Softballverband
- Österreichischer Basketballverband
- Österreichischer Bob- und Skeletonverband
- Österreichischer Bogensportverband
- Österreichischer Boxverband
- Österreichischer Curling Verband
- Österreichischer Eishockeyverband
- Österreichischer Eiskunstlaufverband
- Österreichischer Eisschnelllaufverband
- Österreichischer Fechtverband
- Österreichischer Fußballbund
- Österreichischer Gewichtheberverband
- Österreichischer Golfverband
- Österreichischer Handballbund
- Österreichischer Hockeyverband
- Austria Sportschützen Fachverband Wurfscheibe und Kombination
- Österreichischer Judoverband
- Österreichischer Kanu-Verband
- Österreichischer Karatebund
- Kletterverband Österreich
- Österreichischer Leichtathletik-Verband
- Österreichischer Verband Moderner Fünfkampf
- Österreichischer Pferdesportverband
- Österreichischer Radsport-Verband
- Österreichischer Ringsportverband
- Österreichischer Rodelverband
- Österreichischer Ruderverband
- Österreichischer Rugby Verband
- Österreichischer Schützenbund
- Österreichischer Schwimmverband
- Österreichischer Segel-Verband
- Österreichischer Skiverband
- Österreichischer Taekwondo-Verband
- Österreichischer Tennisverband
- Österreichischer Tischtennisverband
- Österreichischer Triathlonverband
- Österreichischer Fachverband für Turnen
- Österreichischer Volleyballverband

II) Sportorganisationen
- Österreichische Bundes-Sportorganisation
- Arbeitsgemeinschaft für Sport und Körperkultur in Österreich
- Allgemeiner Sportverband Österreichs
- Sportunion